# Katharinenkirche (Frohnleiten)

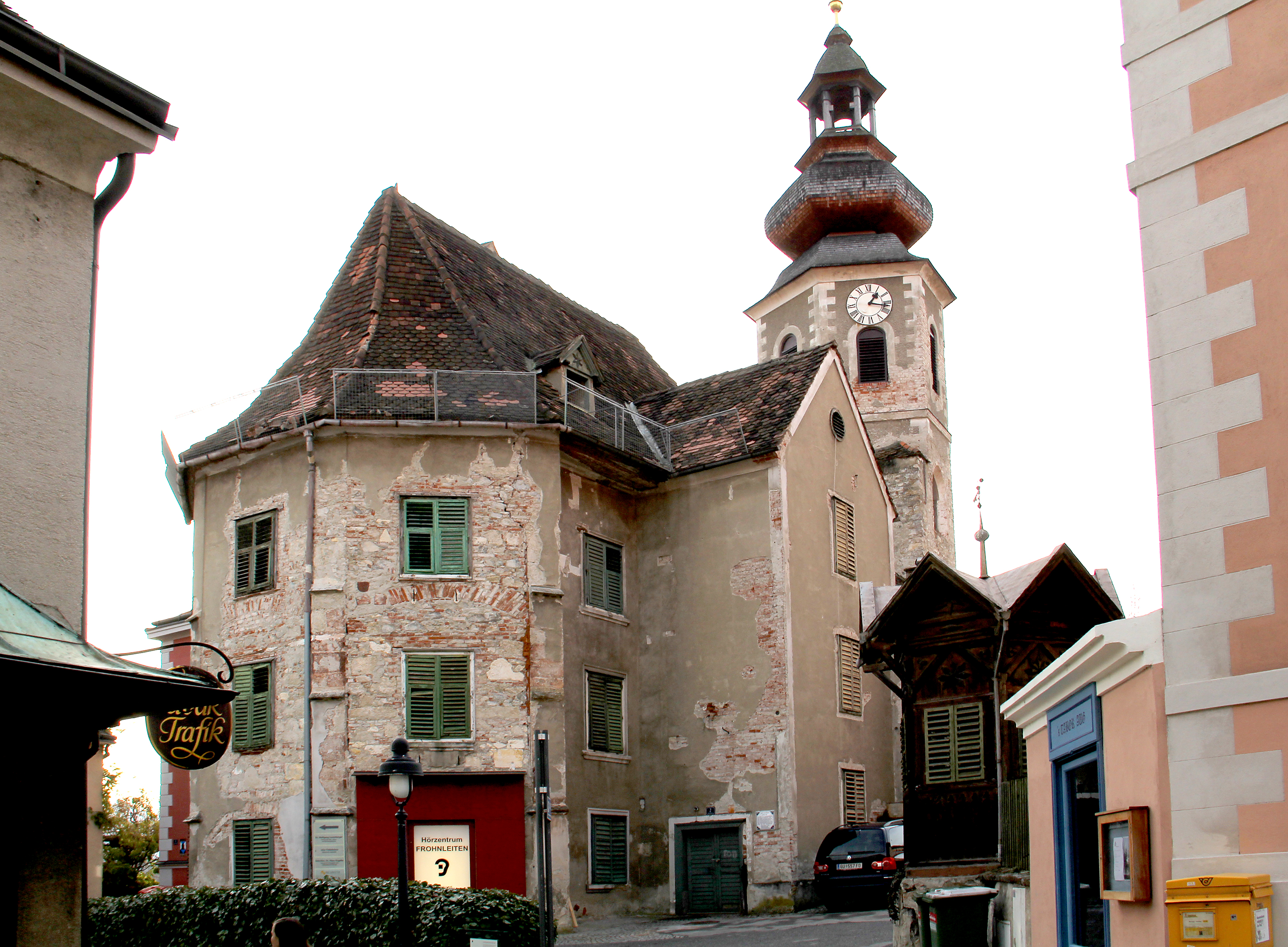
Die ehemalige Katharinenkirche im Dezember 2011

Die Katharinenkirche ist eine ehemalige, römisch-katholische Kirche in der Stadtgemeinde Frohnleiten in der Steiermark. Ihre Geschichte geht auf den Beginn des 14. Jahrhunderts zurück. Sie wurde 1788 profaniert und nur der frei stehende Glockenturm gehört heute noch der Diözese.

## Lage
Die Katharinenkirche steht südlich der Frohnleitner Pfarrkirche und hat die Adresse Am Tabor 2.

## Geschichte

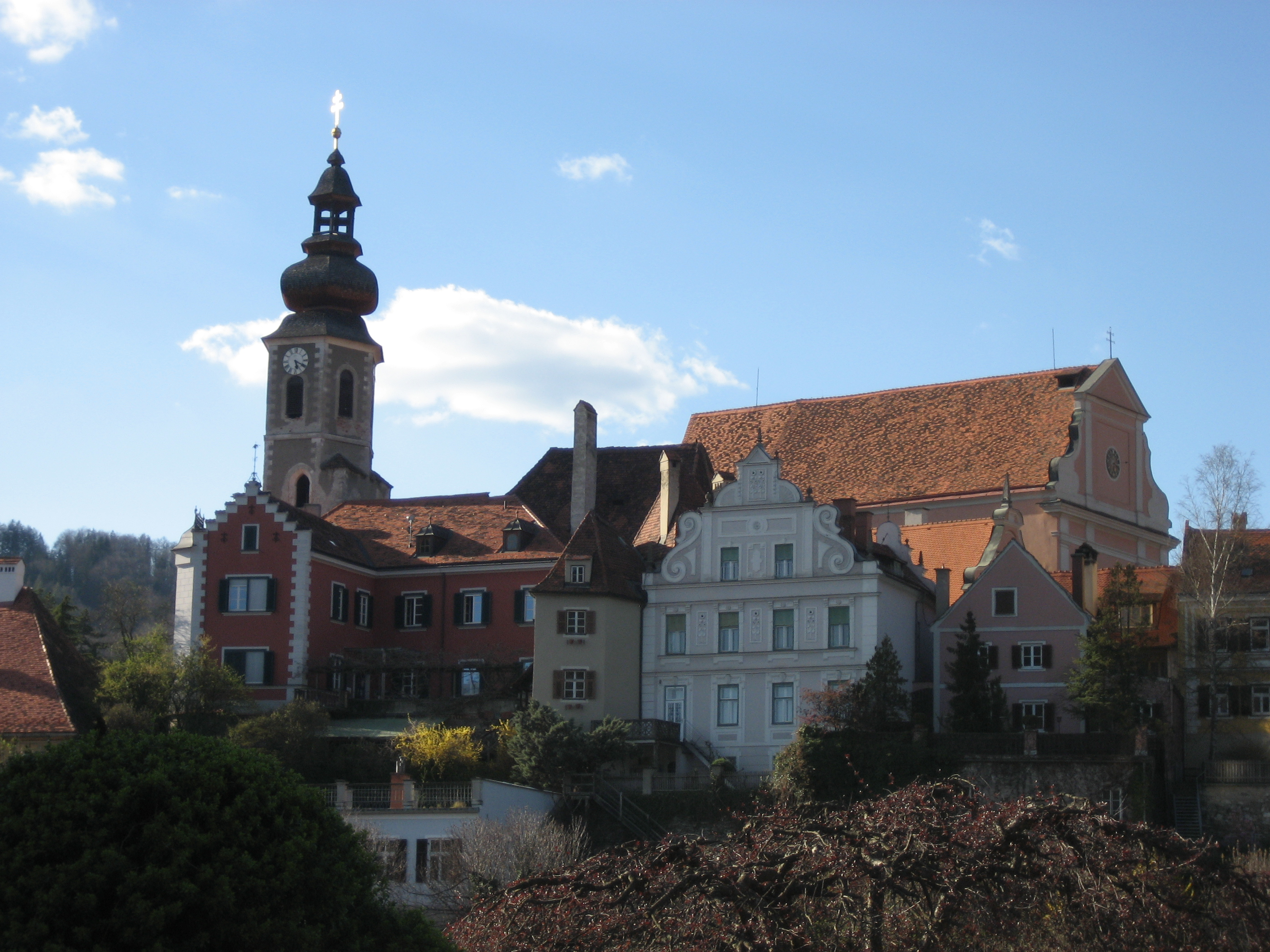
Umriss (Silhouette) der Altstadt von Frohnleiten mit dem Glockenturm der Katharinenkirche (Links) und der turmlosen ehemaligen Klosterkirche Mariä Himmelfahrt (Rechts)

Um 1300, zur Zeit der Marktgründung wurde an der Stelle des heutigen Gebäudes eine erste Kapelle errichtet. Der Chor wurde vermutlich um 1400 gebaut. Die Kirche wurde im Jahr 1763 bei einem Brand beschädigt und anschließend erneuert. 1788 wurde die Kirche profaniert und es wurden im Kirchenschiff Wohnungen eingerichtet. Der Glockenturm gehört heute (Stand: 2012) der Diözese Graz-Seckau. Im März 2012 wurde in Frohnleiten über die Restaurierung und weitere Verwendung der ehemaligen Kirche abgestimmt. Bei einer geringen Wahlbeteiligung entschieden sich die Gemeindebürger für eine Sanierung um 250.000 Euro und dem Verbleib der Kirche in Gemeindebesitz.
Ende Juli 2012 wurde ein zwischen der ehemaligen Kirche und dem Turm befindlicher, angebauter Bauteil wegen Einsturzgefahr abgerissen. Mitte Oktober 2013 wurden die Arbeiten zur Sanierung der Fassade abgeschlossen. Die Kosten beliefen sich auf rund 300.000 Euro.

## Beschreibung

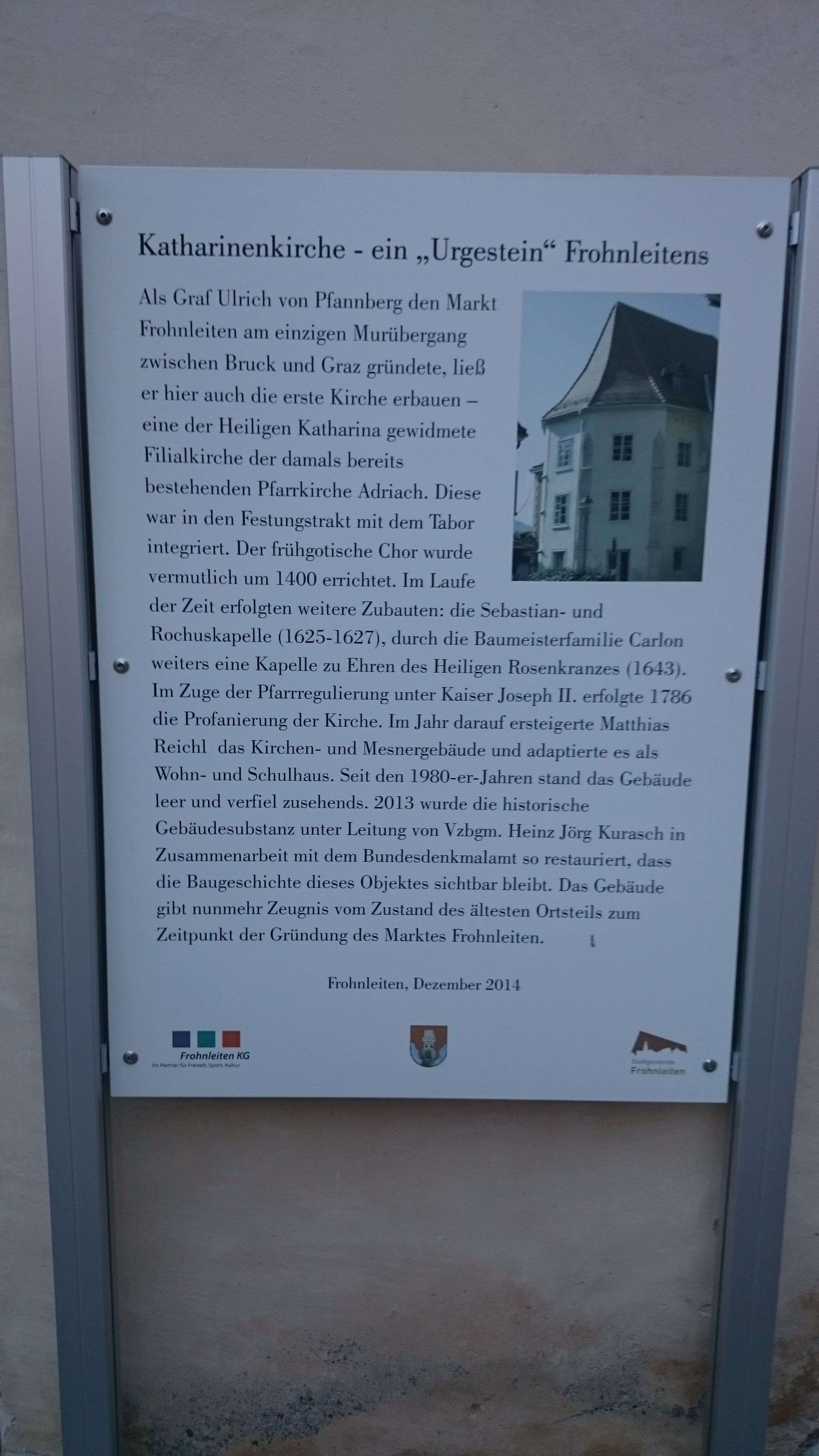
Baubeschreibung zur Katharinenkirche

Die ehemalige, frühgotische Kirche ist nur mehr als Baukörper erhalten. Der im Westen gelegene, freistehende Glocken- und ehemalige Wehrturm hat ein gotisches Untergeschoß mit fünfeckigem Grundriss. Darauf steht der sechsseitige Turm. Er hat einen Zwiebelhelm mit einer Laterne aus der zweiten Hälfte des 17. Jahrhunderts. Der Chor mit Fünfachtelschluss und abgetreppten Strebepfeilern ist gut erkennbar.